# Mamma Róma
A Mamma Róma (eredeti cím: Mamma Roma) 1962-ben készült fekete-fehér, olasz filmdráma. Pier Paolo Pasolini második játékfilmje a címszereplő Anna Magnani jutalomjátéka volt, noha maga a rendező nem volt tökéletesen elégedett vele. A Mamma Róma elkészítését Pasolini első filmje, A csóró (1961) iránti nagy érdeklődés tette lehetővé: a miliő és az alkotói módszer mindkét film esetében ugyanaz. A Mamma Róma forgatása 1962 áprilisa és júniusa között zajlott. Forgatási helyszínek: Róma, Frascati, Guidonia, Subiaco. A film – akárcsak  A csóró – heves vitákat váltott ki Olaszországban, elsősorban szókimondó szövegei és naturalisztikus vizuális stílusa miatt.

## A cselekmény
|  | Alább a cselekmény részletei következnek! |

Carmine feladja strici életmódját, és megnősül. A lakodalmon a vendégek vaskos tréfákkal ugratják egymást. A boldog Mamma Róma különösen kitesz magáért. Az asszony ugyanis addig prostituáltként dolgozott, Carmine volt a stricije, a férfi esküvője azonban számára is lehetővé teszi, hogy végre új életet kezdjen. Magához veszi kamaszfiát, Ettorét, aki addig vidéken nevelkedett. A fiú nem fogadja túl lelkesen anyját, szívesebben lenne a barátaival. Az anya szebb életet szeretne a fiának, és azért dolgozott keményen 16 évig, hogy megvalósíthassa kettőjük számára azt a kispolgári életet, amelyről mindig is álmodott. Mamma Róma azt szeretné, ha Ettore a lókötők helyett jóravaló, dolgos fiatalokkal barátkozna. Megdorgálja őt a szerinte illetlen szóhasználatáért, nemtörődöm viselkedéséért. Odahaza megpróbálja táncolni tanítani a fiút, a próbálkozás azonban önfeledt kacagással végződik. Szinte még be sem rendezkedtek, máris csengetnek. Carmine áll az ajtóban, ám az asszony nem akarja beengedni. A férfi érzelgős stílusban idézi fel közös múltjukat, Mamma Róma azonban nem hatódik meg a nosztalgiázástól. Carmine végül kiböki, hogy 20 ezer lírára van szüksége. Az asszony azt állítja, hogy nincs pénze, mire a férfi cinikusan az arcába vágja, hogy bizonyára tudja, hol és hogyan keresheti meg ezt az összeget. Azzal távozik, hogy két hét múlva visszajön a pénzért. Mamma Róma kénytelen visszamenni az utcára dolgozni. Naivan azt hiszi, hogy ennek az utolsó kérésnek a teljesítésével végleg megszabadulhat Carminétől.

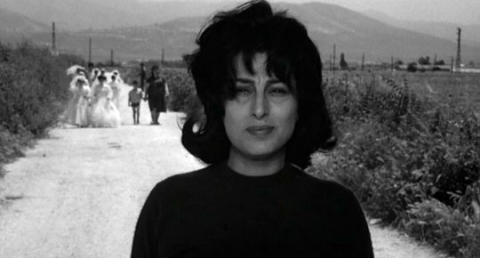
Mamma Róma megpillantja Ettorét (Anna Magnani)

Mamma Róma és Ettore új lakásba költöznek. Az asszonynak megvannak az elképzelései fia jövőjéről, azt is megmondja neki, hogy módosabb szomszédaik közül melyik lányt szemelte ki neki feleségnek. A fiút új barátai játszani hívják: az anyja pénzt ad neki, mielőtt elengedné. Ettore új haverjai bemutatják a fiút egy lánynak, Brunának. Kiderül, hogy Bruna és Mamma Róma egymás mellett árulnak a piacon. Úgy tűnik, a fiatalok rokonszenvesek egymásnak. Később a srácok régi barátokkal találkoznak, akikkel kisebb bűntényt terveznek. Elvegyülnek a közeli kórház látogatói között, hogy a nyüzsgésben elemeljék azoknak a betegeknek az értékeit, akiknek nincs látogatójuk. Ettorét nem hívják magukkal, ezért a srác egyedül megy tovább. Újra találkozik Brunával, beszélgetnek. A lány figyelmezteti, hogy barátai széltolók, kerülje őket, nehogy belevigyék valami sötét ügybe. Ettore ajándékot ad a lánynak, és megígéri, hogy másnap egy aranyláncot hoz neki. Szóba kerül Mamma Róma is, de a fiú azt mondja, hogy nem érdekli az anyja. Bruna egy elhagyatott helyre viszi Ettorét, állítása szerint az a kedvenc helye.

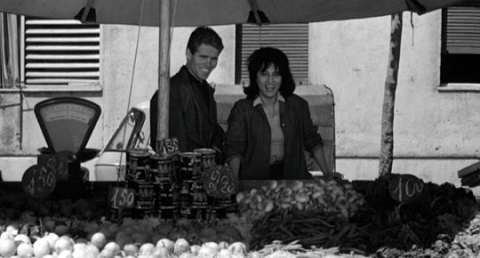
Mamma Róma a piacon (Anna Magnani)

A piacon az egyik árus azt mondja Mamma Rómának, hogy Ettorénak már van menyasszonya, Bruna, akinek a fiú egy aranyláncot ígért. Rövidesen megjelenik Ettore, ezer lírát kér az anyjától. Mamma Róma alaposan leszidja, nem ad pénzt neki, azt mondja, hogy ebben a korban a fiúknak még az anyjuk az egyetlen nő, akire szükségük van. A srác otthon ellopja anyja hanglemezeit (amelyeken alighanem az apja énekel), és eladja őket az ócskapiacon. A zugárus közli a fiúval, hogy hozzá máskor is nyugodtan hozhat bármit, őt nem zavarja, ha lopott áruról van szó. Bőségesen fog fizetni, de Ettore először feltétlenül hozzá jöjjön, ha eladnivalója van. Ettore ismét találkozik Brunával, aki mellesleg 8 évvel idősebb nála. Elhozza neki a megígért aranyláncot, melyen a Szűzanya van a kisdeddel. Mamma Róma közben belátja, hogy fiának nem elég az anyai dorgálás. A paptól kér segítséget, hogy munkát szerezzen neki. Az atya azonban azt feleli, hogy csak segédmunkásként tudja elhelyezni a fiút, hiszen nincs semmilyen tanult szakmája. Mamma Róma tiltakozik, mondván, hogy nem ezért hozta világra a fiút, a pap viszont arra figyelmezteti, hogy a semmire akarja építeni a fia jövőjét. Az asszony azt kéri, hogy a tisztelendő az egyik jómódú, vendéglős hívének ajánlja be Ettorét. Az atya azonban úgy véli, a nulláról kell kezdeni: Mamma Róma előbb taníttassa a fiát. Az asszony így cselekszik, Ettorénak viszont esze ágában sincs iskolába járni, inkább kártyázik a haverjaival. Bruna figyelmezteti, hogy Mamma Róma panaszkodik rá. Ettore most is azt mondja, hogy nem érdekli az anyja, bár biztosan sírna, ha meghalna. Együtt indulnak el valahová, ám barátaik velük akarnak menni. Azt akarják, hogy Bruna inkább velük menjen, ne Ettoréval. A srác barátnője védelmére kel, verekedés tör ki, amiben Ettore húzza a rövidebbet. Brunának nincs igazán ellenére, hogy a többi fiúval menjen, könnyedén azzal búcsúzik el az összevert fiútól, hogy másnap majd találkoznak.

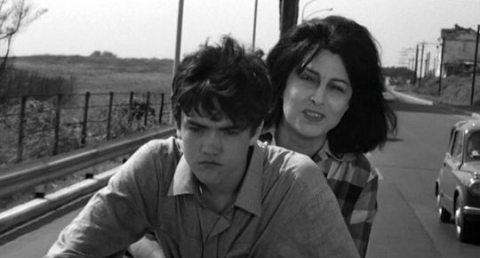
Ettore motorozni vitte az anyját (Ettore Garofolo és Anna Magnani)

Mamma Róma egyik este felkeresi Biancafiorét, a fiatal prostituáltat, és arra kéri, segítsen neki csapdába csalni a vendéglőst. A terv lényege, hogy Biancafiore csábítsa el a férfit, majd amikor kialakul a megfelelő szituáció, betoppan Mamma Róma és Biancafiore stricije, aki a lány rokonának adja ki magát. A férfi csak úgy szabadulhat szorult helyzetéből, ha felveszi dolgozni Ettorét. Ha már ráterelődött a szó, Mamma Róma arra is megkéri fiatal kolléganőjét, hogy csábítsa el a fiát is, mert ideje, hogy a haszontalan kamasz végre kiverje a fejéből azt a Brunát. A templomban Mamma Róma megmutatja Biancafiorénak a vendéglőst. Ettoréről is beszélnek: a fiatal lány szerint Mamma Róma akár keresztre is feszítené magát a fiáért. A két nő tervei megvalósulnak. A színlelt botrány valóban azzal zárul, hogy a vendéglős alkalmazza Ettorét. A fiú nem nagy kedvvel ugyan, de dolgozni kezd. Az anya motort vesz neki, aminek fia viszont nagyon örül. Rögtön el is mennek együtt motorozni. Mamma Róma közben arról beszél, hogy úrifiút csinál Ettoréból. Később Biancafiore arról számol be az asszonynak, hogy Ettore „igazi kiskatona”, és azt a Brunát garantáltan örökre elfelejtette. A két nő este együtt megy el megnézni a dolgozó Ettorét. Mamma Róma boldogan nézi a fiát, a meghatottságtól elsírja magát.

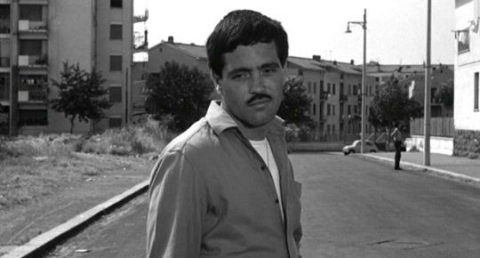
Carmine, a strici (Franco Citti)

Egy napon ismét megjelenik Carmine, aki ezúttal Ettorét szólítja meg az utcán. A srác nem tudja, ki is valójában a férfi, ezért megmondja neki a lakáscímüket. Mamma Róma nem akarja beengedni Carminét, aki azonban benyomul a lakásba. Természetesen megint pénzt akar, hiába mondja neki az asszony, hogy szakított régi életével. Carmine azt állítja, őt valójában Mamma Róma tette tönkre, az asszony csinált belőle stricit. Mamma Rómának ez már sok, ki akarja dobni a férfit. Carmine ekkor megfenyegeti, hogy feltárja az asszony múltját a mit sem sejtő Ettore előtt. Mamma Róma ezt mindenáron szeretné elkerülni, ezért újra kénytelen visszamenni az utcára. Fia közben már abbahagyta a munkát, és mindenféle sötét ügyekbe keveredett barátaival. Már a galeri teljes jogú tagja, aki még az egyenlő osztozkodást is megtagadja, mondván, hogy övé volt a legnagyobb kockázat, őt illeti a zsákmány nagyobb része. Otthon Mamma Róma hiába dorgálja a fiút, hogy munka helyett csak lófrál és csavarog, Ettoréról leperegnek az anyai szidalmak. Már pénzt sem fogad el az anyjától, azt mondja, megszerez magának mindent, amire szüksége van. A srác később újra találkozik Brunával, aki elszólja magát előtte, hogy az anyja valójában egy utcanő. Ettorét a hír felzaklatja, Bruna viszont csodálkozik, hiszen ő azt hitte, a fiú mindenről tud. Ettore fellöki a lányt, és azt kiabálja, hogy nem érdekli az anyja. Nem is hazamegy, hanem újabb balhét tervez egy kórházban. Haverjai figyelmeztetni próbálják, hogy ne kockáztasson, sokszor voltak már abban a kórházban, felfigyeltek rájuk. Ettore végül egyedül megy. Lebukik, mert az a beteg, akinek a zsebrádióját megpróbálja elemelni, csak színlelte az alvást.
A börtönben Ettore megbetegszik, lázasan azt kiabálja, hogy haza akar menni. Lefogják és az ágyhoz kötözik. Fogadkozik, hogy meg fog javulni, anyját szólongatja. Közben odahaza Mamma Róma a fiáról beszél, hogy szegény gyerek mindig egyedül volt, egyedül nevelkedett. Később az asszony megtudja, hogy Ettore meghalt a börtönben. A hír hallatán öngyilkos akar lenni, hiszen életének immár semmi értelme, tettének elkövetésében azonban megakadályozzák.

## Pasolini aMamma Rómáról
„Mamma Róma rendelkezik valamivel, amivel Accattone nem rendelkezett: kispolgári »ideálokkal«. Amikor fiának az új lakásról beszél, amikor megmondja neki, hogy ezentúl kivel barátkozzon, amikor a helyes viselkedésre akarja megtanítani stb., stb., azokat a mintákat állítja elé, amelyekről azt képzeli, hogy az igazi élet, vagyis a kispolgári jólét és morál nélkülözhetetlen kellékei… Ezzel az ideológiával felvértezve, s a veszélyeivel mit sem törődve, veti bele magát a fiával való új életbe, amiből káosz születik. Mert a kispolgári ideológiának és a prostituált korábbi tapasztalatainak ilyen kontaminációja csak káoszt eredményezhet. Kezdetét veszi a zűrzavar, reményeinek meghiúsulása, az új élet összeomlása.”

## Háttér-információk

### Vissza a neorealizmushoz?

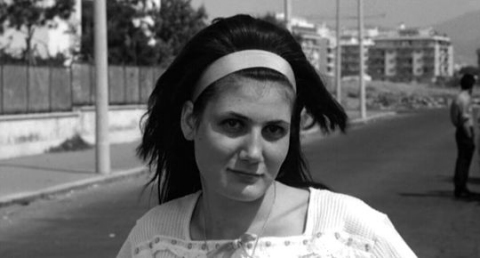
Bruna, Ettore szerelme (Silvana Corsini)

A Mamma Róma elválaszthatatlanul összekapcsolódik Pasolini első filmjével, A csóróval (1961), mivel elkészítését is annak viharos fogadtatása tette lehetővé. Mindkét film a római nyomornegyedek világában játszódik, ahol a csóró egész élete zajlik, és ahonnan Mamma Róma kitörni szeretne. Pasolini otthon volt a római külvárosokban, hiszen Rómába érkezése után egy ideig ő maga is ott lakott, az 1950-es évektől kezdve pedig mint művész is kiemelt figyelmet szentelt ennek a világnak. Ő volt az első olasz filmrendező, aki felvállalta, hogy az olasz gazdasági fellendülés időszakában ezt a hatalmas nyomorúságot a világ szeme elé tárja. Törekvései bizonyos értelemben a neorealizmus törekvéseivel állíthatók párhuzamba. Ugyanakkor nem szabad megfeledkezni arról, hogy a neorealizmusnak lényegében éppen a gazdasági fellendülés vetett véget, ugyanis eltűnőben voltak azok a társadalmi körülmények, amelyek a neorealista filmek témáit szolgáltatták. Pasolini korai játékfilmjei abban az értelemben jelentenek továbblépést a neorealizmuson, hogy hőseinek nyomorúságát már nemcsak a külső okokkal magyarázza, hanem feltárja a belső indítékokat is. A csóróban és a Mamma Rómában megjelenik Pasolini művészetének két kulcsfogalma, a megalázottság és a megváltás. A rendező éppen azért fordított nagy figyelmet a naturalisztikus ábrázolásra, mert egyszerre akarta érzékeltetni nyomorúságban élő hőseinek megalázottságát és emberi mivoltát. A csóró főszereplője nem képes átlépni saját belső korlátait: fokozatosan felismeri ugyan, hogy élete az addigi formájában mennyire értelmetlen, változtatni viszont csakis ő maga tud rajta, ám mire e felismeréssel valamit kezdeni tudna, egy balesetben meghal. Mamma Róma a csóróval ellentétben már a film kezdetén tisztában van azzal, hogy szakítania kell addigi életmódjával, sőt a célt is látja maga előtt, melynek megvalósításáért oly kitartóan „dolgozik”: a kispolgári lét nyugalmát. E világ után azonban csak vágyakozik, de valójában nem ismeri, így egyszerre szembesül azzal, hogy ábrándjai egyrészt nem a valóságot tükrözik, másrészt nincs átjáró régi élete és a hőn áhított új között.

### A színészválasztás
Pasolini és a neorealista rendezők eltérő szemléletmódja a színészvezetésben is megfigyelhető. Az amatőrök szerepeltetése ugyan hasonlóságot jelent, ám az e mögött rejlő alkotói szándékok már egészen mások. A neorealisták azért foglalkoztattak laikusokat, hogy filmjeikbe életszerűséget vigyenek, ugyanakkor lényegében professzionális szerepjátszást vártak el tőlük. Pasolininek nem voltak ilyen igényei, számára épp az volt a fontos, hogy a szereplők a filmen is megőrizzék eredeti mivoltukat, hiszen nem szerepet kellett játszaniuk, hanem ők maguk testesítették meg a szerepet puszta létezésükkel. A hangsúly a szereplő és a szerep reakciói közötti egybeesésen volt. Pasolini számára nem az volt a lényeg, hogyan mondja a szövegét a szereplő, hanem az, hogy az amatőr szereplő saját, természetes, hiteles gesztusai miként teremtik meg a kapcsolatot valós énje és a szerep között, és e kapcsolat révén hogyan jut el a néző a mondanivaló, a jelentéstartalom magasabb szintjére.

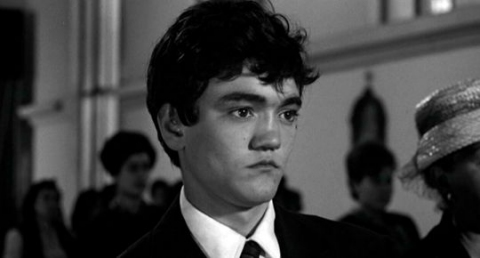
Ettore (Ettore Garofolo)

A Mamma Róma lényegében három szereplő köré épül: a címszereplő prostituált, Ettore és Carmine. Pasolini még meg sem írta a forgatókönyvet, már kiválasztotta Ettore szerepére Ettore Garofolót. A fiú bátyját korábban megismerte, Ettoréval pedig a Meo Patacca nevű étteremben találkozott, ahol a srác pincérként dolgozott. (Akárcsak később a filmbeli Ettore.) Pasolini úgy írta le a találkozást, hogy Ettore éppen a kezében egy gyümölcsöstállal állt, amikor megpillantotta: mintha csak egy Caravaggio-festményről lépett volna le a fiú. A rendező a forgatókönyvet immár úgy írta, hogy Ettore alakját Garofolóról mintázta, de csak a munka befejezése után kérte fel a srácot a szereplésre. Alfredo Bini producer úgy gondolta, semmi szükség nincs arra, hogy Carmine megjelenjen a filmben. Szerinte a strici alakja az állandóan jelen lévő fenyegetést szimbolizálná: gyakran esne szó róla, de sose lenne látható. Pasolini elképzelései viszont mások voltak. Mindenekelőtt nagyon szeretett volna újra együtt dolgozni A csóró főszereplőjével, az általa felfedezett Franco Cittivel. A gondolat, hogy a producernek engedve kihagyja barátját a filmből, rettegéssel töltötte el. A forgatás során írt naplójában ezt az érzést így fogalmazta meg. „Épp olyan, mintha elkészültem volna egy regénnyel vagy egy verssel, és – miközben alszom vagy valami más dolgom van – egy csapat közönséges, piszkos, lelkiismeretlen, elvadult fickó, eltelve valami gyászosan katonás vagy akár diákos duhajsággal, betörne a dolgozószobámba és kiráncigálná a fiókjaimat, felforgatná a kézirataimat, összemaszatolná, megtaposná, széttépné és kidobná a lapokat.” Mivel Pasolini már a forgatókönyv megírásakor Cittire gondolt Carmine megformálójaként, eleve úgy írta a történetet, hogy a strici kellő súllyal szerepeljen benne. Egyébként az eredeti változat szerint Carmine arra akarja rákényszeríteni Mamma Rómát, hogy térjen vissza hozzá, és amikor az asszony ezt megtagadja, kést szegez a nő nyakához. Állítólag maga Pasolini is úgy találta, hogy ez már túl „erős”, túlságosan valódi, ezért végül elvetette ezt a verziót.

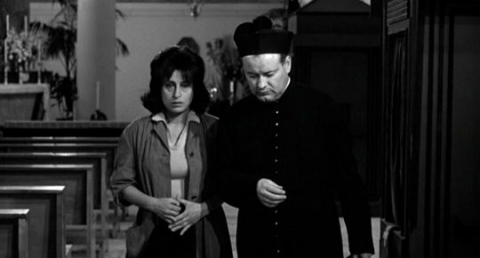
Mamma Róma a papnál (Anna Magnani és Paolo Volponi)

Az alkotói módszerek különbözősége ellenére Pasolini elismerte a neorealizmus művészeit, különösen Roberto Rossellinit, akinek világhírű alkotása, a Róma nyílt város (1945) rá is nagy hatással volt, főleg a női főszereplő, Anna Magnani játékának köszönhetően. Magnani az olasz és az egyetemes filmművészet egyik nagy egyénisége volt, adottságai, temperamentuma főleg drámai szerepekre tették alkalmassá. Az anyaszerep nem állt távol tőle: Luchino Visconti Szépek szépe (1951) című alkotásában például egy olyan anyát játszott, aki lánya filmes karrierje érdekében hajlandó minden áldozatot meghozni. Magnani mint színésznő tökéletesen alkalmas volt Mamma Róma szerepének eljátszására, de épp ebből fakadtak a problémák. Pasolini színészvezetési módszereiről korábban már szó volt, és Magnani szerepeltetése ebbe a koncepcióba valóban nem illett bele. A rendezőnek az volt a véleménye, hogy az egyébként kitűnő színésznő nem tudta mindazt közvetíteni a szerepről, amit Pasolini közölni szeretett volna: nem azonosult a szereppel, hanem csak eljátszotta. Erről a rendező így nyilatkozott: „Azt a kettősséget akartam megmutatni, amikor egy lumpenproletár találkozik a kispolgári struktúrával. De ez nem sikerült, mert Anna Magnani kispolgári környezetben született és élt, így színésznőként sem rendelkezett a szerephez szükséges jellegzetességekkel.” Tonino Delli Colli operatőr visszaemlékezése szerint Magnani nem volt elégedett filmbeli külsejével: főleg táskás szemei aggasztották. A haját is teljesen hátrahúzták, hogy kisimuljon a bőre, és parókát adtak rá. Delli Colli a forgatás során többször próbálta meggyőzni a színésznőt arról, hogy  külseje pont olyan, amilyennek lennie kell, Magnani azonban nem hallgatott rá. Éppen ezért a színésznőt lágy fényben, reflektorok használatával kellett filmezni, ami Pasolini munkamódszerétől távol állt. Ráadásul Magnani ragaszkodott ahhoz, hogy megtekintsen minden felvételt, és amelyikkel nem volt elégedett, azt meg kellett ismételni. Magnani olaszos temperamentumának megfelelően sokat gesztikulált, ami viszont nem illett Pasolininek a figuráról kialakított elképzeléseibe. A rendező ezt a problémát részben úgy oldotta meg, hogy sok közeli felvételt készíttetett róla, melyeken nem látszanak a színésznő kezei. Bármennyire elégedetlen volt azonban Pasolini a sztárjával, és bármennyire nehezítették a forgatást a színésznő hiúságból eredő kívánságai, a Mamma Rómát Magnani jutalomjátékának tartják, és nem nagyon lehet a filmről olyan érdemi kritikát találni, amelyik a színésznő alakításáról ne írna legalább egy-két dicsérő szót. Maga Pasolini minden fenntartása ellenére is később azt nyilatkozta, hogy ha újraforgatná a filmet, akkor is Magnanit választaná a főszerepre. Érdemes még megemlíteni, hogy egy parányi szerepben az amatőr Lamberto Maggiorani látható, aki egy másik neorealista remekmű, Vittorio De Sica Biciklitolvajok (1948) című drámájának munkanélküli főhősét játszotta.

### Technikai részletek

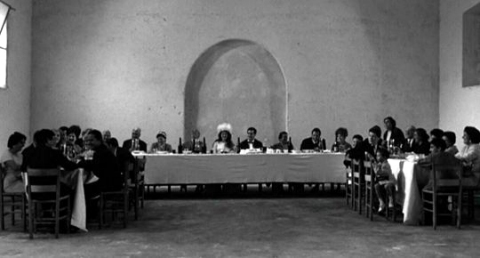
Carmine esküvőjén

Pasolini minden filmes tapasztalat nélkül kezdett rendezni. Ebben Jean-Luc Godard volt a példaképe, aki szintén minden filmes előképzettség nélkül robbant be a filmvilágba a Kifulladásig (1960) című alkotásával. Pasolini első filmje, A csóró forgatása rosszul indult, ám szerencsés fordulatot vett, ami részben Tonino Delli Colli operatőr színrelépésének volt köszönhető. Delli Colli szerint a teljesen amatőr Pasolini 2-3 hét alatt megtanulta a szakma technikai fogásait. A rendező természetesen a Mamma Rómához is Delli Collit hívta, de ekkor már a fényképezéshez is megvoltak a saját ötletei. 50-es objektívet választott, melynek segítségével úgy lehetett egész alakos felvételeket csinálni, hogy közben a háttér is közelebb került, így koncentráltabb lett a jelenet. Pasolini kedvelt módszere volt, hogy először az egyik oldalról vett fel mindent, utána a másikról. (A kamera többnyire rögzített volt.) Előfordult, hogy a „fordított” felvételt máshol csinálta, mint az elsőt, végül mégis a fordítottat választotta. Technikai szempontból ez a módszer egyébként nehezítette a forgatást, mivel bizonyos részletekre hetekkel később kellett visszatérni. Mindezek ellenére Delli Colli szerint Pasolinivel könnyű volt együtt dolgozni, mert határozott elképzelései voltak, bár igaz, hogy olyasmiket is fel akart venni, amik az operatőr szerint nem voltak igazán fontosak. Pasolininek különösen tetszettek a kátrányos házfalak, mert úgy vélte, hogy jól illenek a film képi világába. A Mamma Róma elkészítéséhez Ferrania nyersanyagot használtak, ami Delli Colli szerint átlagos minőségű volt, Pasolini viszont nagyon szerette, mert éles kontrasztokat lehetett vele csinálni. A külső felvételekhez narancssárga szűrőt használtak, amitől a kontraszt még élesebbé vált, így például hangsúlyosabbak lettek a felhők és az ég. Delli Colli nem kedvelte igazán a Ferraniát, ezért későbbi közös munkáik során Pasolini sem ragaszkodott a használatához.

### A halott Krisztus

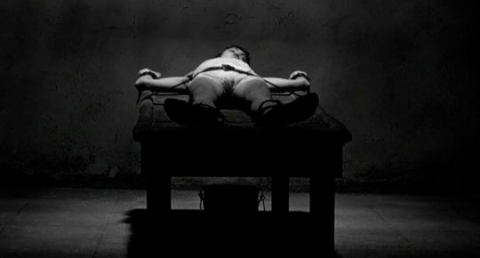
Ettore a börtönben (Ettore Garofolo)

Pasolini már A csóró kapcsán is arról beszélt, hogy nyomorúságban élő szereplőinek megalázottságában van valami „szent”, valami „vallásos”. Ezt a fajta „szent megalázottság”-ot A csóróban a zenével próbálta közvetíteni, a Mamma Rómában azonban a beállítással is hangsúlyozni próbálta. Mantegna A halott Krisztus című festményére utal a filmben Ettore halálának jelenete, amikor a fiú alsóneműre vetkőztetve, egy asztalhoz szíjazva látható a börtönben, felső megvilágításban. A nyitójelenetben, Carmine esküvőjén viszont az elrendezés Leonardo da Vinci Az utolsó vacsora című híres freskóját idézi. Pasolini egyébként későbbi alkotásaiban is többször élt a képzőművészet kínálta párhuzamokkal: Az Élet trilógiája első része, a Dekameron (1971) híres álomjelenetének egyik beállítása Giotto Az utolsó ítélet című képe alapján készült, a Canterbury mesék (1972) képi világán pedig Bosch és Brueghel hatása fedezhető fel.

### A botrány

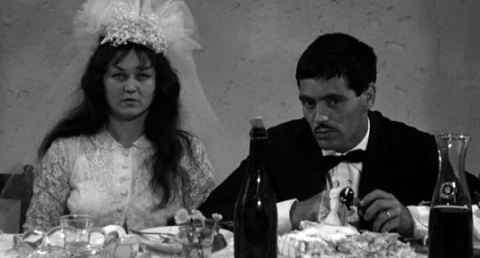
Carmine és a menyasszonya (Franco Citti és Maria Bernardini)

A filmet 1962. augusztus 31-én mutatták be a Velencei Filmfesztiválon. Ugyanezen a napon a helyi csendőrség alezredese, Giulio Fabi – állítólag felettesei utasítására – feljelentette a filmet „a közerkölcsöt sértő obszcenitás és közszemérem elleni vétség” miatt. Fabi szóvá tette, hogy a filmben olyan illetlen szavak hangzanak el, hogy „szar” és „pisálni”, továbbá bejelentette, hogy az egyik főszereplő, Franco Citti szerepel a Római Törvényszék büntető nyilvántartásában. Mindaddig nem volt példa arra, hogy egy velencei versenyfilmet mindjárt a bemutató napján feljelentettek volna. A film hívei szerint egyébként a Fabi által képviselt hatóságnak valójában nem Mamma Róma szabados beszédstílusa jelentette a fő problémát, hanem a film befejezése. Ettore halála ugyanis kísérteties hasonlóságot mutatott a 18 éves Marcello Elisei esetével: Elisei valóban meghalt az egyik börtön betegszobájában, és ez az eset igen rossz fényt vetett a fegyveres testületekre.

## Magyar kritikai visszhang

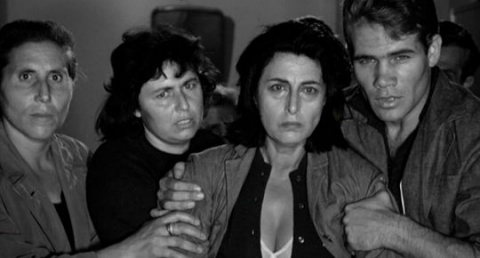
Mamma Róma öngyilkos akar lenni (jobbról a második: Anna Magnani)

„Anna Magnani Mamma Róma alakítása (a színésznő talán egyik legnagyobb és legsikeresebb filmszereplése) természetesen nem csak a tájszólással, a gesztusokkal stb. hitelesítette a figurát. Nem véletlen, hogy A koldushoz hasonlóan a Mamma Rómában is uralkodtak a közeli képek – az arc és a szemek meglesése. Különösen vonatkozik ez a film utolsó részére, amikor Mamma Róma a napsütötte piactéren megtudja, hogy a fia meghalt. Egy lüktető, lázas robbanás következik ezután. Majd az öngyilkossági kísérlet. Végül a teljes tehetetlenség: Anna Magnani áll az ablakban, a szemét látni, a szemében a gyűlöletet és a fájdalmat egyszerre. A film a maga fényképszerűségével nem lakkozta a prostituált figuráját és világát. Az ettől való elvonatkoztatás nélkül (a látható és hallható élő együttesében) volt képes megmutatni az emberi felé való törekvés kibontakozását és kudarcát. Mamma Róma nem volt mártír és nem lett szent. Ember akart lenni: nem mentes az emberi kötöttségektől, de emberi méltósággal rendelkező. Éppen ez nem teljesült.”

(Nemes Károly: Pier Paolo Pasolini. Filmbarátok Kiskönyvtára. Budapest, évszám nélkül, a Magyar Filmtudományi Intézet és a Népművelési Propaganda Iroda közös kiadványa)
„Meghasonlott értelmiségiek, polgárok, művészek tűntek fel Antonioni, Fellini filmjeiben. Pasolini viszont alkotói korszakának ebben a szakaszában, a hatvanas évek első felében mintha a neorealizmushoz nyúlna vissza. A szegények, a perifériára szorult tengődő emberek világa ez. Ám a történetek keserűbbek, kiábrándítóbbak, fanyarabbak, mint a neorealizmus korának filmjeiben voltak. Mamma Róma, a virágkorán jócskán túljutott prostituált is megpróbál emberi életet élni, de küzdelme kudarccal zárul. A valóság nyers mozzanatait fényképszerűségében is hangsúlyozó film a címszereplő színésznő révén emelkedik filmtörténeti jelentőségűvé. Anna Magnani az olasz és az egyetemes filmművészetnek is egyik legnagyobb egyénisége volt. Lehet őt szeretni vagy nem szeretni, harsánysága és aprólékos, szinte naturalista játékstílusa néha meghökkentő, de szuggesztív drámai ereje vitathatatlan.”

(Karcsai Kulcsár István: Tévémozi: Mamma Róma. In: Filmvilág 1981/01, 61. oldal)

## Főszereplők
| Szerep      | Színész         | Magyar hangja (1. szinkron, 1980) |
| ----------- | --------------- | --------------------------------- |
| Mamma Roma  | Anna Magnani    | Pécsi Ildikó                      |
| Ettore      | Ettore Garofolo | Felföldi László                   |
| Carmine     | Franco Citti    | Szigeti András                    |
| Bruna       | Silvana Corsini | Kiss Mari                         |
| Biancofiore | Luisa Loiano    | Sáfár Anikó                       |

További szereplők
- Paolo Volponi (a pap)
- Luciano Gonini (Zacaria)
- Vittorio La Paglia (Il sig. Pellissier)
- Piero Morgia (Piero)
- Lanfranco Ceccarelli (Carletto) (Franco Ceccarelli néven szerepel a stáblistán)
- Marcello Sorrentino (Tonino)
- Sandro Meschino (Pasquale)
- Franco Tovo (Augusto)
- Pasquale Ferrarese (Lino)
- Leandro Santarelli (Begalo)
- Emanuele Di Bari (Gennarino il trovatore)
- Antonio Spoletini (Un pompieretto)
- Nino Bionci (Un pittoretto)
- Nino Venzi (egy kliens)
- Maria Bernardini (a menyasszony)
- Santino Citti (a menyasszony apja)
- Renato Montalbano (ápolónő)
- Lamberto Maggiorani (egy beteg)

## Velencei Filmfesztivál
- 1962 Arany Oroszlán-jelölés Pier Paolo Pasolini
- 1962 Az Olasz Filmklubok Szövetségének díja